# Oleksandr Bagach
Oleksandr Bagach (Ucrania, 21 de noviembre de 1966) es un atleta ucraniano, especializado en la prueba de lanzamiento de peso, en la que llegó a ser medallista de bronce olímpico en 1996 y medallista de bronce mundial en 1999.

## Carrera deportiva
Ha ganado tres medallas de bronce en lanzamiento de peso, en el mundial de Stuttgart 1993 —tras el suizo Werner Günthör y el estadounidense Randy Barnes—, en los JJ. OO. de Atlanta 1996 —tras los estadounidenses Randy Barnes y John Godina— y en el Mundial de Sevilla 1999, con un lanzamiento de 21.26 metros, tras el estadounidense C. J. Hunter y el alemán Oliver-Sven Buder.